# 松岡祐太
松岡 祐太（まつおか ゆうた、1989年11月6日 - ）は、日本の元男子バレーボール選手。現役時代のポジションはオポジット。V.LEAGUE Division1の堺ブレイザーズに所属していた。
福井県南条郡南越前町出身。友人の影響で中学1年次からバレーボールを始めた。

## 球歴・受賞歴
- 全日本代表 - 2013年
  - 2013年バレーボール・ワールドグランプリ[4]

## 所属チーム
- 南越前町立今庄中学校
- 福井工業大学附属福井高等学校
- 愛知学院大学
- 堺ブレイザーズ（2012-2019年）